# Kotlin (Grande-Pologne)
Pour les articles homonymes, voir Kotlin.
Kotlin (prononciation : [ˈkɔtlin]) est un village de Pologne, situé dans la voïvodie de Grande-Pologne. Il est le chef-lieu de la gmina de Kotlin, dans le powiat de Jarocin.
Il se situe à 13 kilomètres au sud-est de Jarocin (siège du powiat) et à 74 kilomètres au sud-est de Poznań (capitale régionale).

## Histoire
De 1818 à 1919, Kotlin fait partie de l'arrondissement de Pleschen (de) puis à partir de 1887, de l'arrondissement de Jarotschin dans le district de Posen au sein de la province de Posnanie.
De 1975 à 1998, Kotlin faisait partie du territoire de la voïvodie de Kalisz.

Depuis 1999, le village fait partie du territoire de la voïvodie de Grande-Pologne.